# Kwiecień 2006 w sporcie
Zobacz też: Kwiecień 2006 • Zmarli w kwietniu 2006 • Kwiecień 2006 w Wikinews

## 30 kwietnia
- Kolarstwo szosowe
  - Tour de Romandie – Australijczyk Cadel Evans z grupy Davitamon-Lotto wygrał zaliczany do cyklu ProTour wyścig Tour de Romandie. Bardzo dobrze spisał się Sylwester Szmyd, który uplasował się na dziesiątej pozycji w klasyfikacji generalnej i jako pierwszy Polak zdobył punkty do prestiżowego rankingu ProTour.
- Rajdowe mistrzostwa świata
  - Rajd Argentyny 2006: Sébastien Loeb zwyciężył w tegorocznym rajdzie Argentyny, druga pozycję zajął Petter Solberg, a trzecią Gian-Luigi Galli. Polak Leszek Kuzaj zajął 16. pozycję.
- Hokej na lodzie
  - Puchar Stanleya: Hokeiści Colorado Avalanche pokonali po dogrywce Dallas Stars 3:2 i awansowali do półfinału Konferencji Zachodniej ligi NHL. Pierwszą rundę play off wygrali 4:1, mimo iż faworytami byli rozstawieni z numerem drugim Stars.
- Koszykówka
  - Drużyna CSKA Moskwa zwyciężyła w Eurolidze koszykarzy, pokonując w finałowym meczu w Pradze broniące trofeum Maccabi Tel Awiw 73:69.
  - PLK: drugi mecz półfinałowy pary Prokom Trefl – Energa Czarni 73:57. Graczem meczu został Rashid Atkins.
  - NBA: Washington Wizards – Cleveland Cavaliers 106:96, Chicago Bulls – Miami Heat 93:87, Sacramento Kings – San Antonio Spurs 102:84, LA Lakers – Phoenix Suns 99:98.
- Piłka nożna
  - Były mistrz świata i Europy, francuski piłkarz Bixente Lizarazu zamierza po tym sezonie zakończyć karierę.
  - 27. kolejka Orange Ekstraklasy: Polonia Warszawa – Cracovia 1:3.
  - 25. kolejka II ligi polskiej: Heko Czermno – Śląsk Wrocław 1:1, Radomiak Radom – Zagłębie Sosnowiec 1:2, Drwęca Nowe Miasto – Lechia Gdańsk 0:0, Szczakowianka Jaworzno – Zawisza Bydgoszcz 1:3.
  - 36. kolejka Serie A: A.C. Milan – Livorno 2:0, Cagliari Calcio – Parma 3:1, Chievo Werona – AS Roma 4:4, Empoli FC – Inter Mediolan 1:0, S.S. Lazio – Lecce 1:0, US Palermo – ACF Fiorentina 1:0, Reggina – FC Messina 3:0, UC Sampdoria – Udinese Calcio 1:1, Siena – Juventus F.C. 0:3, Treviso – Ascoli 2:2.
  - 37. kolejka Premier League: Tottenham – Bolton 1:0.
  - 35. kolejka Primera División: Real Saragossa – Espanyol Barcelona 1:1, Malaga – Racing Santander 2:3, Getafe CF – Villarreal CF 1:1, Valencia CF – Alavés 3:0, Real Sociedad – Sevilla FC 1:2, Atlético Madryt – RCD Mallorca 0:1, CA Osasuna – Real Madryt 0:1.
  - 36. kolejka Ligue 1: RC Strasbourg – AS Nancy 1:3, Troyes AC – Toulouse FC 3:1, Girondins Bordeaux – Le Mans 2:2, FC Metz – FC Sochaux-Montbéliard 0:1, AS Monaco – FC Nantes 1:1, AC Ajaccio – OGC Nice 0:3, Olympique Lyon – AS Saint-Étienne 4:0.
  - 33. kolejka Jupiler League: Cercle Brugge – Lokeren 2:0, AA Gent – RSC Anderlecht 0:0, La Louviere – Charleroi 2:2, Excelsior Mouscron – Sint Truiden 3:0, FC Brussels – Lierse SK 2:1, RC Genk – KSK Beveren 2:0, Germinal Beerschot – Club Brugge 1:1, KSV Roeselare – Standard Liège 0:0, Zulte-Waregem – KVC Westerlo 1:2.

## 29 kwietnia
- Koszykówka
  - PLK: pierwszy mecz półfinałowy pary Anwil Włocławek – Polpak Świecie 86:58. Graczem meczu został Seid Hajrić.
  - NBA: Milwaukee Bucks – Detroit Pistons 124:104, Indiana Pacers – New Jersey Nets 88:97, Denver Nuggets – LA Clippers 86:100.
- Piłka nożna
  - Londyński klub Chelsea FC, wygrywając 3:0 z Manchesterem United, zapewnił sobie trzecie w historii mistrzostwo Anglii. Podopieczni José Mourinho obronili tytuł zdobyty w poprzednim sezonie.
  - 27. kolejka Orange Ekstraklasy: Amica Wronki – Wisła Kraków 0:1, Górnik Zabrze – Arka Gdynia 2:0, Zagłębie Lubin – Górnik Łęczna 2:0, Wisła Płock – GKS Bełchatów 0:1, Lech Poznań – Groclin Grodzisk 4:1, Pogoń Szczecin – Odra Wodzisław 1:0, Korona Kielce – Legia Warszawa 2:2.
  - 25. kolejka II ligi polskiej: Polonia Bytom – Podbeskidzie Bielsko-Biała 0:0, Piast Gliwice – Widzew Łódź 1:0, Górnik Polkowice – Ruch Chorzów 0:1, Świt Nowy Dwór Mazowiecki – KSZO Ostrowiec Świętokrzyski 0:2, ŁKS Łódź – Jagiellonia Białystok 0:0.
  - 37. kolejka Premier League: Chelsea – Manchester United 3:0, Birmingham – Newcastle 0:0, Liverpool – Aston Villa 3:1, Manchester City – Fulham 1:2, Middlesbrough – Everton 0:1, Wigan – Portsmouth 1:2, Charlton – Blackburn 0:2.
  - 35. kolejka Primera División: Deportivo La Coruña – Celta Vigo 0:2, Real Betis – Athletic Bilbao 1:1, FC Barcelona – Cádiz CF 1:0.
  - 36. kolejka Ligue 1: RC Lens – Lille OSC 4:2.
- Hokej na lodzie
  - Hokejowe MŚ I Dywizji w Tallinnie: Polska 3:5 Austria. Porażka oznacza, że Polacy nie awansowali do grupy A. W przyszłym roku w elicie światowego hokeja zagrają Austriacy.

## 28 kwietnia
- Hokej na lodzie
  - Hokejowe MŚ I Dywizji w Tallinnie: Polska 7:1 Chorwacja.
- Zapasy
  - Mistrzostwa Europy w zapasach: Artur Michalkiewicz (Śląsk Wrocław) zdobył w Moskwie tytuł mistrza Europy w zapasach w stylu klasycznym w wadze 84 kg. W inauguracyjnym pojedynku Polak zwyciężył Nazmi Avlucę (Turcja) 3:1 (2:1), a następnie Andreę Minguzziego (Włochy) 3:1 (2:1), mistrza świata z 2002 roku Aleksieja Miszyna (Rosja) 3:1 (3:1), zaliczającego się do ścisłej światowej czołówki Białorusina Wiaczesława Makarenkę 3:1 (2:1) oraz w finale Dennisa Forowa (Armenia) 3:1 (2:1).

## 26 kwietnia
- Piłka nożna
  - Finał Pucharu Polski: Zagłębie Lubin 2:3 Wisła Płock (pierwszy mecz).
  - Liga Mistrzów UEFA: FC Barcelona awansował do finału Ligi Mistrzów po bezbramkowym meczu z AC Milan.

## 25 kwietnia
- Piłka nożna
  - Liga Mistrzów UEFA: Arsenal FC awansował do finału Ligi Mistrzów po bezbramkowym meczu z Villarreal CF.

## 23 kwietnia
- Piłka nożna
  - 26. kolejka Orange Ekstraklasy: Korona Kielce – Wisła Kraków 1:0, Polonia Warszawa – Groclin Grodzisk 1:2, Cracovia – Pogoń Szczecin 1:0, Arka Gdynia – Odra Wodzisław 1:1, GKS Bełchatów – Lech Poznań 1:1, Górnik Łęczna – Wisła Płock 2:1, Legia Warszawa – Zagłębie Lubin 1:0, Górnik Zabrze – Amica Wronki 0:2.
- Siatkówka
  - Finał Mistrzostw Polski siatkarzy: w czwartym spotkaniu Skra Bełchatów pokonała 3:0 Jastrzębski Węgiel i zdobyła drugie z rzędu Mistrzostwo Polski.
- Kolarstwo szosowe
  - Liège-Bastogne-Liège – Hiszpan Alejandro Valverde wygrał 92. edycję tego belgijskiego wyścigu klasycznego. Na finiszu z 11-osobowej grupki wyprzedził m.in. Paolo Bettiniego i Damiano Cunego (odpowiednio 2. i 3. miejsce) oraz Danilo di Lukę (9. miejsce). Zwycięstwo to (drugie z rzędu w tym roku) pozwoliło Hiszpanowi na zdetronizowanie dotychczasowego lidera ProTour 2006 – Toma Boonena i objęcie prowadzenia w tym cyklu.
- Tenis
  - Finał turnieju ATP Masters Series w Monte Carlo: Rafael Nadal (Hiszpania) – Roger Federer (Szwajcaria) 6:2, 6:7, 6:3, 7:6
  - Ćwierćfinały Pucharu Federacji (Grupa Światowa I): Francja-Włochy 1:4, Hiszpania-Austria 5:0, Niemcy-USA 2:3, Belgia-Rosja (obrońca tytułu) 3:2

## 22 kwietnia
- Piłka nożna
  - Kapitan Newcastle Alan Shearer ogłosił zakończenie kariery sportowej. Powodem jest kontuzja stawu kolanowego, jakiej doznał podczas ostatniego meczu ligowego z Sunderlandem.
  - Kolejny ekwadorski działacz piłkarski – rzecznik prasowy związku FEF, Luis Castro, został aresztowany w związku z procederem nielegalnego transportu ludzi.
- Floret
  - Drużyny Sietomu AZS AWFiS Gdańsk zdobyły tytuły Mistrzów Polski we florecie. Srebrne medale wywalczyły drużyny z Warszawy, a brązowe z Poznania.
- Boks
  - Władimir Kliczko pokonał w siódmej rundzie przez techniczny nokaut obrońcę tytułu Amerykanina Chrisa Byrda w walce bokserskiej o Mistrzostwo Świata Federacji IBF.
- Maraton
  - Kenijczyk Felix Limo i Amerykanka Deena Kastor zostali zwycięzcami deszczowego maratonu londyńskiego. Startowało w nim 35 tysięcy osób z ponad 80 krajów.
- Skoki narciarskie
  - Nowym trenerem reprezentacji czeskich skoczków narciarskich został Austriak Richard Schallert. Zastąpi Słoweńca Vasję Bajca, z którym Czesi nie przedłużyli umowy, a który zostanie trenerem kadry Słowenii.

## 21 kwietnia
- Skoki narciarskie
  - Toni Nikunen przedłużył kontrakt i przez kolejne dwa lata będzie trenerem fińskiej kadry skoczków narciarskich.

## 20 kwietnia
- Piłka nożna
  - Brazylijski trener piłki nożnej, Tele Santana, zmarł w szpitalu na skutek postępującej choroby naczyń krwionośnych. Miał 73 lata.
- Koszykówka
  - Koszykarki PZU Polfy Pabianice po zwycięstwie 73:51 nad CCC Polkowice zdobyły brązowy medal Ford Germaz Basket Ligi. W serii do trzech zwycięstw pabianiczanki wygrały 3-1.

## 19 kwietnia
- Kolarstwo szosowe
  - La Fleche Wallonne – po finiszu z czteroosobowej grupki, wyścig ten zaliczający się do klasyfikacji ProTour wygrał Hiszpan Alejandro Valverde. Ubiegłoroczny zwycięzca wyścigu, Danilo di Luca zajął 5. miejsce. W generalnej klasyfikacji ProTour 2006 prowadzi nadal Tom Boonen.

## 16 kwietnia
- Kolarstwo szosowe
  - Amstel Gold Race – Po dynamicznej ucieczce, 41. edycję tego holenderskiego wyścigu wygrał luksemburski kolarz Frank Schleck z ekipy Team CSC. Drugi na mecie, z minimalną stratą zameldował się Niemiec, Steffen Wesemann z T-Mobile Team. Trzecie miejsce zajął Holender Michael Boogerd. W rankingu UCI ProTour nadal prowadzi Tom Boonen.
- Tenis, finały turniejowe:
  - turniej WTA w Charleston: Nadieżda Pietrowa (Rosja) – Patty Schnyder (Szwajcaria) 6:3, 4:6, 6:1
  - turniej ATP w Walencji: Nicolás Almagro (Hiszpania) – Gilles Simon (Francja) 6:2, 6:3
  - turniej ATP w Houston: Mardy Fish (USA) – Jürgen Melzer (Austria) 3:6, 6:4, 6:3

## 15 kwietnia
- Piłka nożna
  - 25. kolejka Orange Ekstraklasy: Korona Kielce – Górnik Zabrze 4:1, Wisła Kraków – Zagłębie Lubin 2:0, Amica Wronki – Arka Gdynia 1:1, Wisła Płock – Legia Warszawa 0:1, Lech Poznań – Górnik Łęczna 1:0, Polonia Warszawa – GKS Bełchatów 0:0, Pogoń Szczecin – Groclin Grodzisk 1:3, Odra Wodzisław – Cracovia 1:0.

## 13 kwietnia
- Kolarstwo torowe
  - Rafał Ratajczyk zdobył srebrny medal na mistrzostwach świata w Bordeaux w wyścigu punktowym. To pierwszy medal polskiego kolarza torowego na imprezie tej rangi od 2001 roku, gdy brąz w Antwerpii, na 1 km, wywalczył obecny trener kadry Grzegorz Krejner.

## 11 kwietnia
- Piłka nożna
  - 24. kolejka Orange Ekstraklasy: Arka Gdynia – Cracovia 1:1, Groclin Grodzisk – Odra Wodzisław 0:0, GKS Bełchatów – Pogoń Szczecin 2:0, Wisła Kraków – Wisła Płock 4:0, Górnik Zabrze – Zagłębie Lubin 2:2, Amica Wronki – Korona Kielce 0:3, Górnik Łęczna – Polonia Warszawa 0:1, Legia Warszawa – Lech Poznań 3:1.

## 9 kwietnia
- Piłka siatkowa
  - BOT Skra Bełchatów wygrała z Jastrzębskim Węglem 3:2 (25:18, 28:26, 19:25, 21:25, 15:13) w drugim finałowym meczu o mistrzostwo Polski siatkarzy. W rywalizacji do trzech zwycięstw prowadzą podopieczni Ireneusza Mazura 2:0.

BOT Skra: Andrzej Stelmach, Wlazły, Wnuk, Szczerbaniuk, Winiarski, Krzysztof Stelmach, Ignaczak (libero) oraz Maciejewicz, Dobrowolski, Kiktjew;
Jastrzębski Węgiel: Pliński, Bednaruk, Szymański, Kadziewicz, Stefanow, Konstantinow, Rusek (libero) oraz Wika.
- Piłka nożna
  - 23. kolejka Orange Ekstraklasy: Korona Kielce – Arka Gdynia 1:0, Zagłębie Lubin – Amica Wronki 2:0, Wisła Płock – Górnik Zabrze 1:0, Lech Poznań – Wisła Kraków 2:1, Pogoń Szczecin – Górnik Łęczna 2:1, Odra Wodzisław – GKS Bełchatów 0:2, Cracovia – Groclin Grodzisk 1:3, Polonia Warszawa – Legia Warszawa (46. Derby Warszawy) 0:2.
- Rajdowe mistrzostwa świata
  - Rajd Korsyki 2006: Zwycięzcą rajdu został Francuz Sébastien Loeb z przewagą 29 sekund nad drugim Finem Marcusem Grönholmem oraz minutę i 48 sekund nad trzecim Hiszpanem Danielem Sordo.
- Kolarstwo szosowe
  - 104. edycja wyścigu Paryż-Roubaix: Po samotnym finiszu na torze kolarskim w Roubaix wygrał Szwajcar Fabian Cancellara z drużyny Team CSC. Faworyt wyścigu, aktualny mistrz świata Tom Boonen zdobył ostatecznie drugie miejsce po tym, jak trzech kolarzy (Leif Hoste, Peter Van Petegem i Władimir Gusiew – zajęli wstępnie od 2. do 4. miejsca) zostali zdyskwalifikowani za przejechanie przez zamknięty przejazd kolejowy na 10 kilometrze przed metą. W rankingu UCI ProTour nadal prowadzi Tom Boonen.

## 8 kwietnia
- Piłka siatkowa
  - BOT Skra Bełchatów wygrała z Jastrzębskim Węglem 3:1 (19:25, 25:23, 25:22, 25:17) w pierwszym finałowym meczu Polskiej Ligi Siatkówki i w rywalizacji do trzech zwycięstw prowadzi 1:0.

BOT Skra: Andrzej Stelmach, Wlazły, Wnuk, Szczerbaniuk, Winiarski, Krzysztof Stelmach, Ignaczak (libero) oraz Maciejewicz, Dobrowolski;
Jastrzębski Węgiel: Pliński, Bednaruk, Szymański, Kadziewicz, Stefanow, Konstantinow, Rusek (libero) oraz Wika.

## 2 kwietnia
- Kolarstwo
  - Aktualny mistrz świata w kolarstwie, Belg Tom Boonen wygrał zaliczany do klasyfikacji ProTour wyścig Dookoła Flandrii, którego 90. edycja liczyła w tym roku 256 km. Na finiszu po kilkudziesięciokilometrowej ucieczce pokonał swojego rodaka Leifa Hoste. Trzecie miejsce zajął Amerykanin, George Hincapie.

## 1 kwietnia
- Piłka nożna
  - 22. kolejka Orange Ekstraklasy: Arka Gdynia – Groclin Grodzisk Wielkopolski 0:0, GKS Bełchatów – Cracovia 2:0, Górnik Łęczna – Odra Wodzisław Śląski 0:0, Legia Warszawa – Pogoń Szczecin 2:0, Górnik Zabrze – Lech Poznań 0:3, Amica Wronki – Wisła Płock 2:0, Korona Kielce – Zagłębie Lubin 1:1, Wisła Kraków – Polonia Warszawa 2:0.